# بوسارو
بوسارو (به ایتالیایی: Bosaro) یک کومونه در ایتالیا است که در استان روویگو واقع شده‌است.

## خصوصیات
بوسارو ۶٫۰ کیلومترمربع مساحت و ۱٬۳۹۱ نفر جمعیت دارد.